# Gideon Mari den Tex
Gideon Mari den Tex (Amsterdam, 5 februari 1870 - Naarden, 17 november 1916) was een Nederlands bankdirecteur.

## Leven en werk
Den Tex was een zoon van Nicolaas Jacob den Tex, directeur van de Koninklijke Nederlandse Stoomboot-Maatschappij, en van Hester Boissevain. Hij studeerde rechten en promoveerde in 1896 aan de Universiteit van Amsterdam op een proefschrift over de verkorting van den arbeidsdag. Hij begon zijn loopbaan bij provinciale griffie van Gelderland. Van 1903 tot 1916 was hij hoofddirecteur van de Surinaamsche Bank. Daarnaast was Den Tex lid van de Amsterdamse gemeenteraad. Hij vervulde tal van bestuurlijke functies bij culturele en maatschappelijke organisaties in Amsterdam. Zo was hij bestuurlijk actief bij de rijksacademie, het rijksmuseum, de vereniging Rembrandthuis, de vereniging tot het bouwen van arbeiderswoningen, de Volksbond tegen drankmisbruik, Ons Huis en Artis.

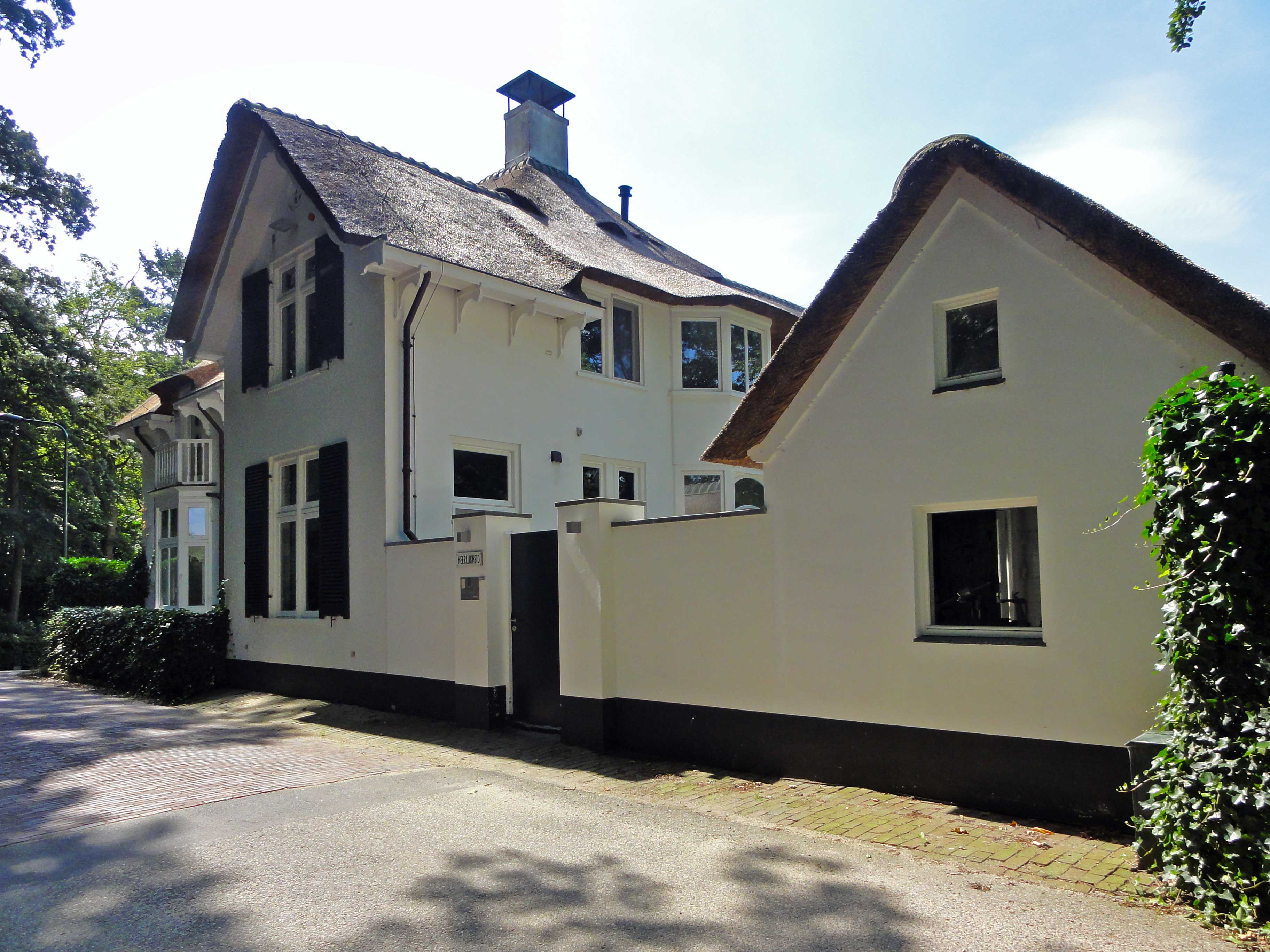
Het landhuis "Heerlijkheid" anno 2012

In 1907 kocht hij een grond van de weduwe van Joannes van Woensel Kooy in het buitengebied ten oosten van Naarden waar hij een buitenverblijf "Heerlijkheid" liet bouwen, als zomerverblijf voor zijn gezin. Zijn weduwe vestigde zich er permanent na zijn overlijden in 1916.
Hij trouwde op 19 maart 1896 te Amsterdam met zijn nicht Anna Maria Boissevain, dochter van Jan Boissevain, directeur van de Stoomvaart Maatschappij Nederland, en van Petronella Gerharda Johanna Brugmans. Hun zoon Jan den Tex was de schrijver van een omvangrijke biografie over Johan van Oldenbarnevelt. Gideon Mari den Tex overleed in 1916 op zijn buitenplaats Heerlijkheid in Naarden. Hij werd begraven op de begraafplaats te Naarden.